# 魔法师 (幻想)

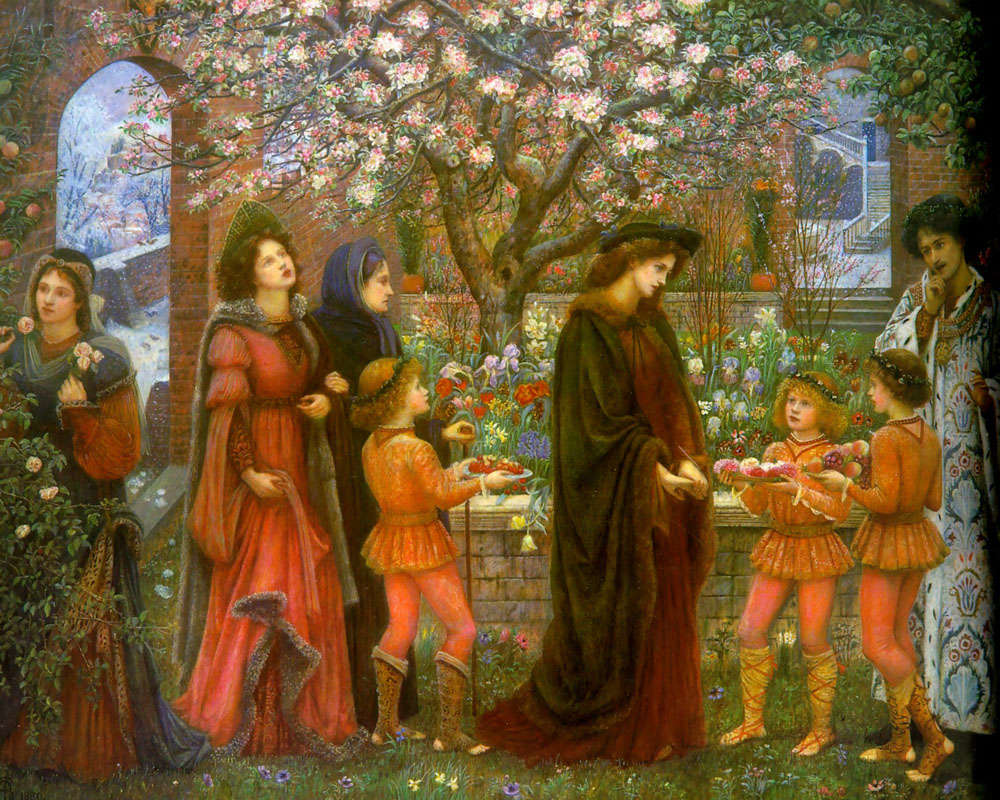
玛丽·斯巴达利·斯蒂尔曼的《安萨尔多先生的魔法花园》 （1889 年）：一位魔术师利用魔法生存。

魔法师，又称大法师、法师、魔法师、施法者、女巫、男巫、男巫、巫师，是使用超自然、神秘或神秘魔法的人。  :54魔法师在神话、传说、小说和民间传说中有着丰富的历史，也是奇幻文学和角色扮演游戏等幻想作品中常见的人物。

## 角色原型

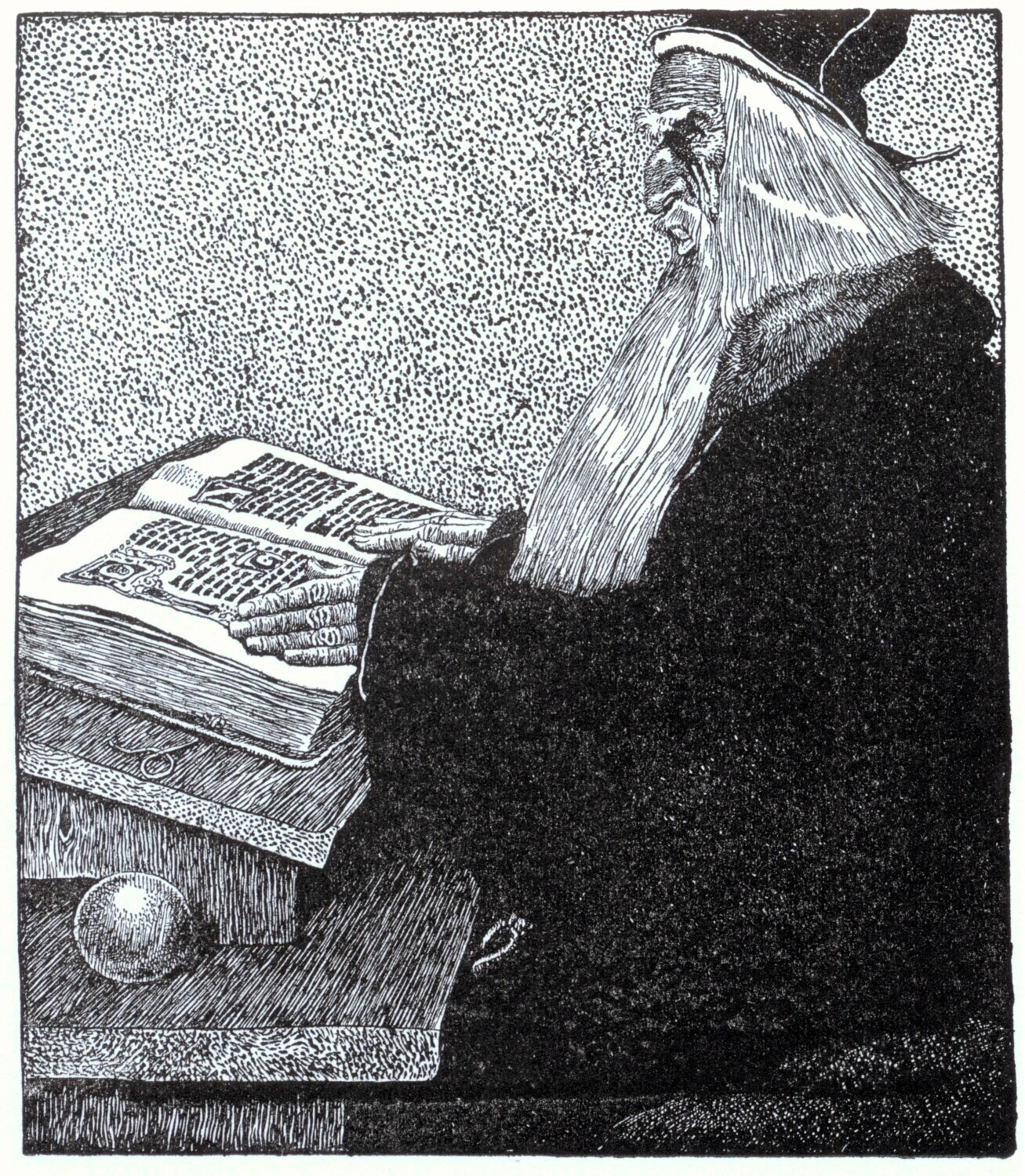
魔法师梅林，霍华德·派尔著，出自《亚瑟王与骑士的故事》 （1903 年）

在幻想作品中，使用魔法的人有多种称呼，不同幻想世界里的术语也有很大的差异。虽然这些术语是源自现实世界的词汇，但在「魔术师」、「法师」、「魔法师」、「女巫」、「男巫」這些称呼中 ，它們亦各自有著不同的含义。  而「大法师」（ Archmage ）在奇幻作品中用于形容强大的魔法师或魔法师们的领袖。 

伊芙琳·德·摩根的《爱情魔药》（1903年）

魔法师通常会施展魔法，以使武器或工具更為高效（或更弱）；对人或物体施魔法，使其改变形状或外观 ；制造幻象以欺骗观察者；强迫人們做出他们通常不会做的事情；或者试图迷惑或引诱某人。  CS Lewis的《银椅》中的绿衣女士可以将自己变成一条巨大的绿蛇。还对里利安施了魔法，迫使他忘记他的父亲和纳尼亚。当魔法被打破后，她又尝试用芳香的烟雾和嗡嗡作响的乐器施展进一步的魔法，试图迷惑他和他的救命恩人，让他们再次忘记他们。
而那些魔法通常只是短暂而不持续的 , 並不会对物体或人體产生永久性的影响，只需要使用某些物品 , 或進行某些行为来消除。
巫师一词的含义已从算命师或“改变命运的人”转变为能够改变现实的魔法施展者。他们有时也被描述为能够召唤超自然生物或灵魂，例如在《魔法师的学徒》中。由于对其力量的这种认知，这个角色可能被描绘成令人恐惧的模样，甚至被视为邪恶的象征。在剑与魔法的作品中，通常英雄是持剑者，而魔法则是对手在使用。邪恶的巫师对于通俗幻想小说来说是如此的重要，以至于他们出现的类型常常被称为“剑与魔法”。 
女巫（巫术从业者，通常为女性）和恶人（形容词，意为“坏的、邪恶的、虚假的”）都是从wicca一词衍生而来的（wicca 是一个古英语单词，含义多样，包括占卜者、占星家、草药医生、投毒者、诱惑者或超自然生物或灵魂的信徒）。 L.弗兰克鲍姆将这些术语结合起来，命名了西方的邪恶女巫，以及奥兹国的其他女巫。鲍姆在《绿野仙踪》中将格林达称为“南方的好女巫”。在《奇妙的绿野仙踪》中，他给她起了个绰号叫“善良的格林达”，从那时起，在随后的书中，鲍姆都把她称为女巫而不是巫婆，以避免使用被视为更邪恶的词。 在现代小说中，女巫的形象可能被描绘得更加中性化，比如JK 罗琳的《哈利波特》系列书中的女巫（与男巫师相对应）。
在中世纪的骑士传奇中，巫师经常以睿智的老人的形象出现，充当导师，亚瑟王故事中的梅林就是一个典型的例子。  《指环王》中的甘道夫和《哈利·波特》中的阿不思·邓布利多等巫师也被描绘为亚瑟王的导师，而梅林在亚瑟王的现代作品中仍然扮演着重要的教育角色和导师角色。  :637
巫师的形象与心不在焉的教授类似：愚蠢并且容易施展错误魔法的人。他们也能施展强大的魔法，无论善恶。  即使是滑稽的魔术师也常常能够做出伟大的壮举，比如《公主新娘》中的米拉克尔·麦克斯；虽然他是一个被坏人解雇的过气巫师，但他拯救了垂死的英雄。 
其他巫师，比如《指环王》中的萨鲁曼和《哈利波特》中的伏地魔，可能会以敌对的恶棍形象出现。 
厄休拉·勒古恩 (Ursula K. Le Guin ) 的《地海巫师》探索了巫师如何习得巫术的问题，并将巫师作为主角引入了现代奇幻文学中。 这个主题在现代奇幻小说中得到了进一步发展，常常将巫师描绘成执行自己的使命的英雄。 这些英雄也可能有自己的导师，或是一名巫师。 

## 在角色扮演游戏中
角色扮演游戏中的魔术师经常使用或借用自小说、神话和传说中的名字。它们通常被划定并命名，以便游戏玩家和游戏管理员能够知道适用哪些规则。  加里·吉盖克斯（Gary Gygax）和戴夫·阿内森（Dave Arneson）在原版龙与地下城中引入了“魔法师”一词，作为使用魔法的人的统称（以避免与巫师或术士等术语的含义混淆）；这一用法一直持续到第二版高级龙与地下城，才被法师（后来成为巫师）取代。具体规则因游戏而异。作为一种角色类别，巫师或法师的特点是能够施展某些类型的魔法，但在战斗中较弱；其子类别的特点是在某些魔法领域具有优势，而在其他魔法领域则较弱。 术士与魔法师的区别在于，术士拥有与生俱来的魔法天赋，并且有神秘或魔法血统。 术士与巫师的区别在于，术士与强大的生物缔结了禁忌的“契约”，以利用他们与生俱来的魔法天赋。

## 外貌

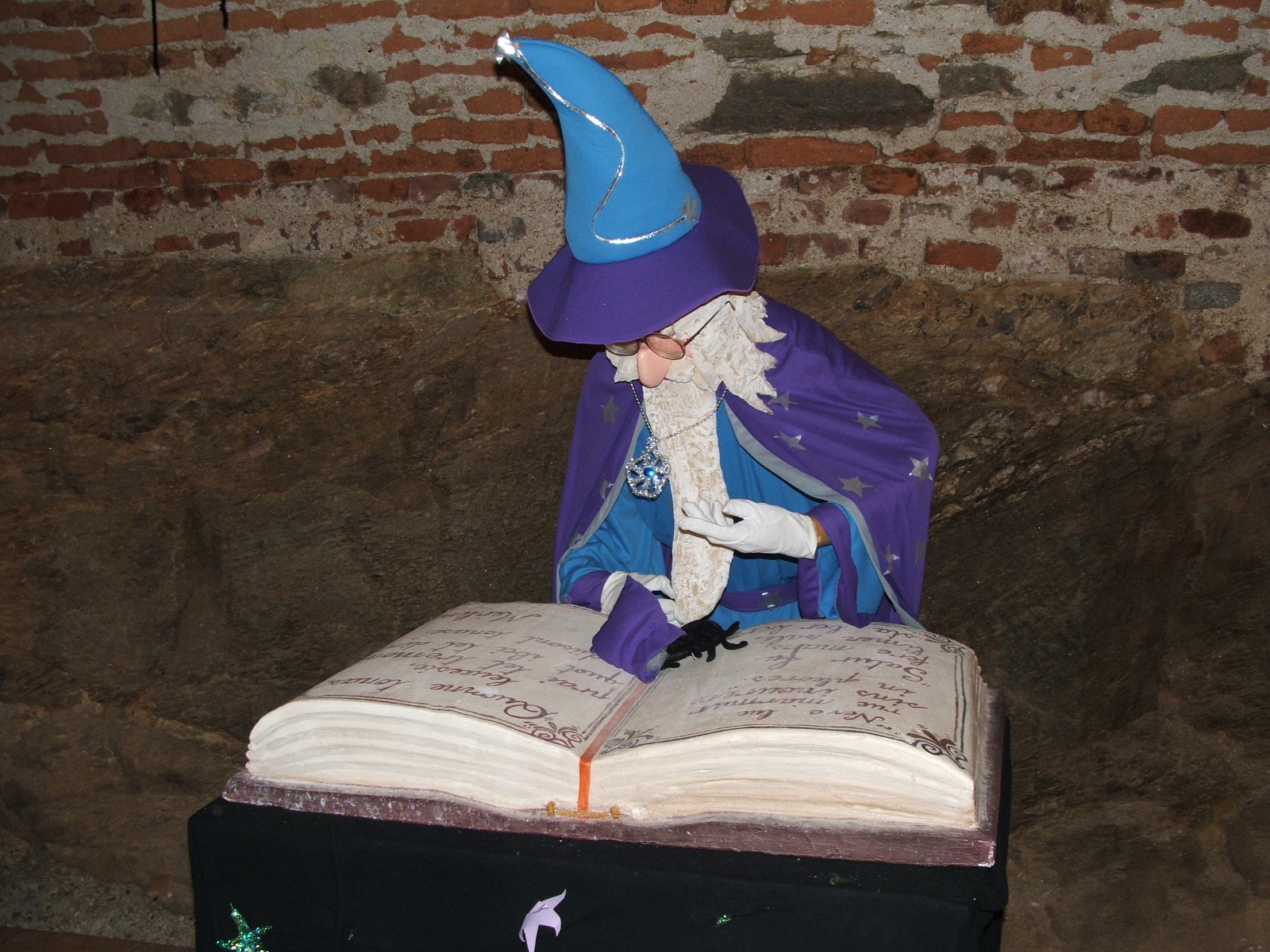
身穿长袍、头戴帽子的白发白胡子巫师

由于魔法师的传统形象是睿智的老男人或老妇，因此他们可能被描绘成年老、白发苍苍的人物，在某些情况下，他们的头发（男性巫师则留有胡须）很长，很威严，偶尔可以接待潜伏的森林生物。这种描绘早于现代奇幻流派，源自梅林等巫师的传统形象。  
在幻想中，魔术师可能会戴着尖顶帽子，穿着长袍和/或斗篷。在更为现代的故事中，魔术师的着装可能与舞台魔术师相似，戴着大礼帽和燕尾服，还可以披上斗篷。
欧洲发现了几顶饰有天文序列的金帽子。考古学家和历史学家推测它们是古代巫师佩戴的。 它与幻想魔术师帽子形状的相似性可能意味着它最终是从它们衍生而来的。希费尔施塔特的金帽子，其時間约在公元前 1400 - 1300 年，目前存放於德国施派尔普法尔茨历史博物馆。
特里·普拉切特 (Terry Pratchett)将长袍描述为魔术师向遇到的人证明自己有能力施展魔法的方式。 
在角色扮演游戏《龙与地下城》的龙枪战役设定中，巫师通过长袍的颜色来表明自己的道德立场。 

## 魔法器具

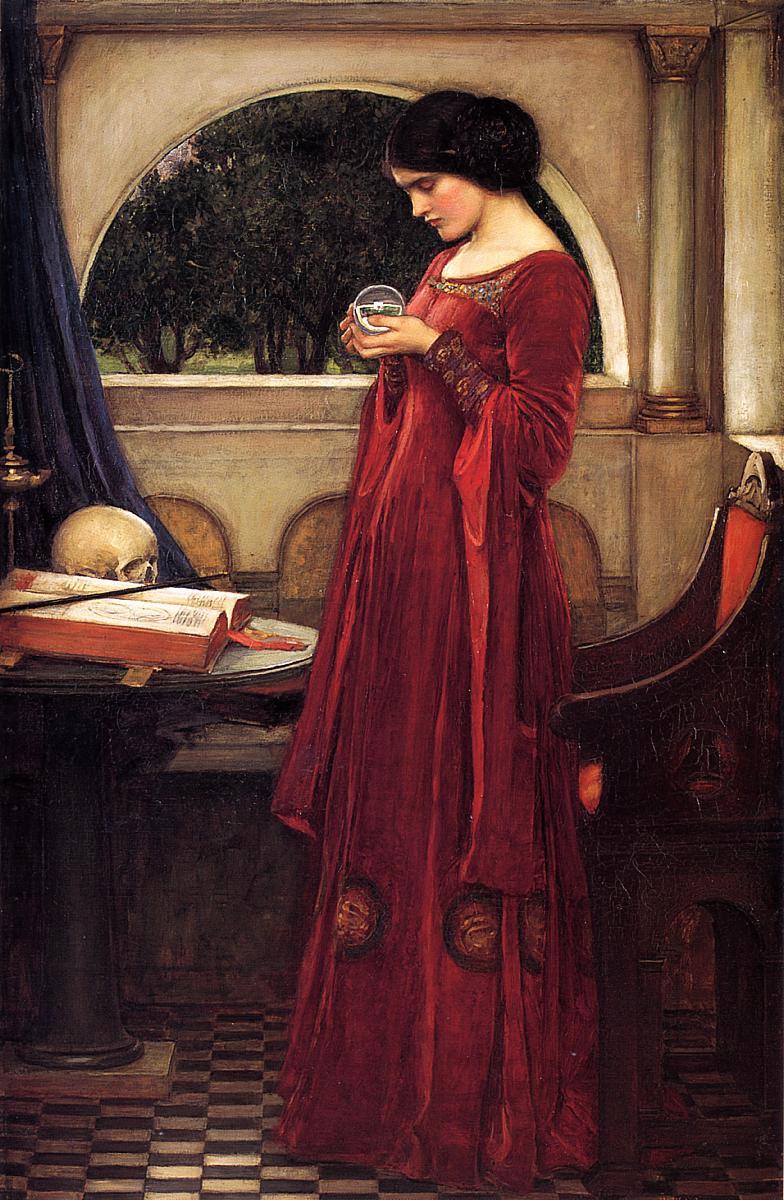
约翰·威廉·沃特豪斯 (John William Waterhouse) 的《水晶球》 (1902)：展示了用于魔法目的的工具；水晶、一本书、一个头骨和一根魔杖

魔术师的水晶球是一种通常与千里眼、算命或占卜有关的水晶球或玻璃球。
魔杖和法杖自古以来就被當作魔术师的必备物品。  最早已知的现代魔杖实例出现在《奥德赛》中，可能源自生育仪式中使用的魔杖状器具，如避邪魔杖，喀耳刻用它把奥德修斯的手下变成了动物。中世纪晚期，意大利童话将魔杖置于强大仙女的手中。 如今，魔杖在文学作品中广泛使用，从《巫师世界》到《哈利波特》都有使用。在《指环王》中，甘道夫拒绝交出自己的权杖，並且折断了萨鲁曼的权杖，从而剥夺了萨鲁曼的权力。对特定魔法物品的依赖很常见，并且为了故事的需要，有必要限制魔术师的力量 —— 没有它，魔术师的力量可能会被削弱或者被完全消失。 在哈利波特的世界里，巫师必须付出更大的努力和注意力才能在没有魔杖的情况下使用魔法，而且只有少数人可以在没有魔杖的情况下控制魔法；在战斗中夺走巫师的魔杖实际上就是解除了他们的武装。
在《魔法森林编年史》中，帕特里夏·瑞德描绘了使用基于法杖魔法的巫师，以及练习多种魔法的魔法师，包括巫师魔法；在摄政时期的幻想中，她和卡罗琳·史蒂弗默将魔术师描绘成与巫师是完全相同的，尽管其技能和训练比较差。

## 教育

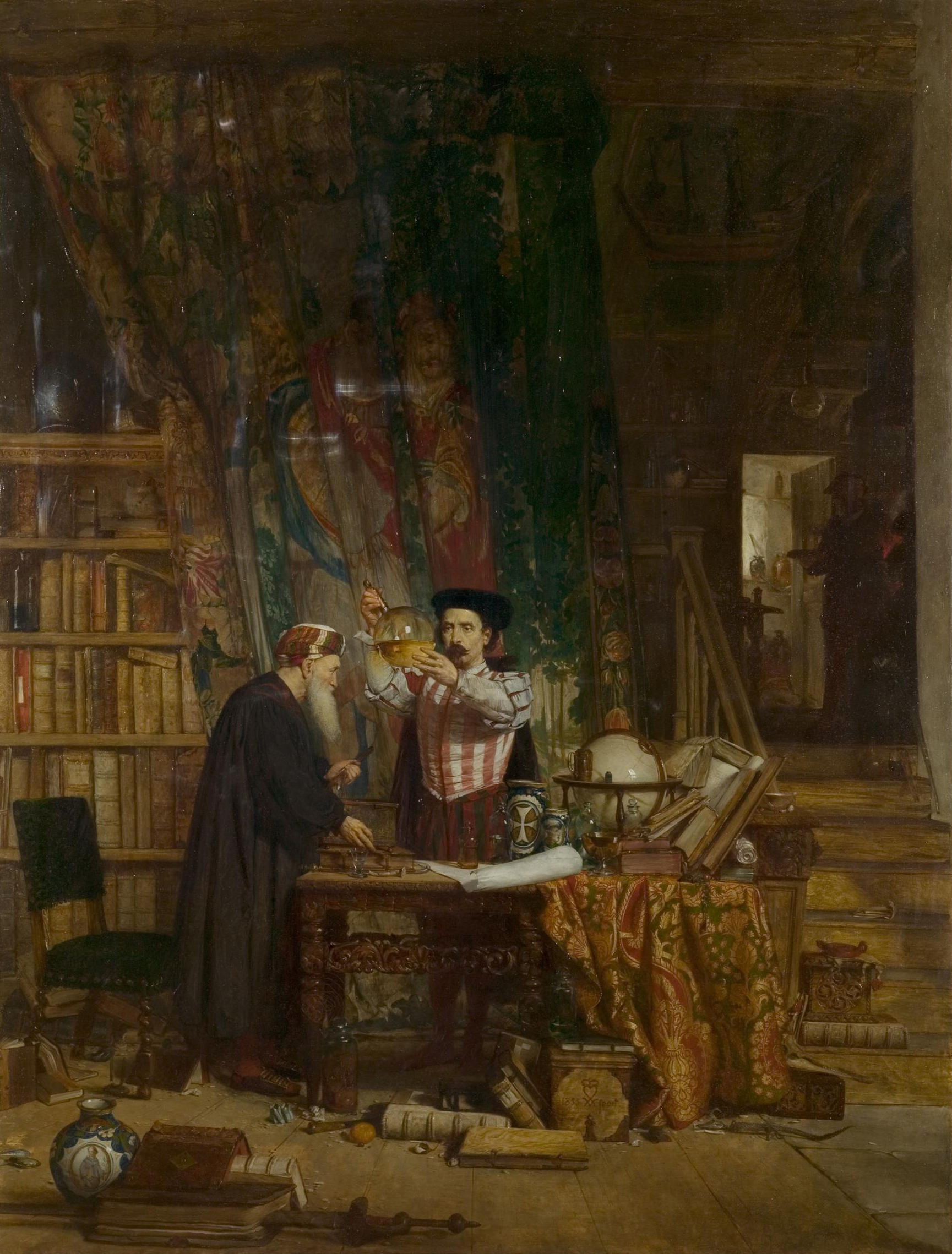
威廉·费特斯·道格拉斯的《炼金术士》（1853 年）：研究神秘知识

魔法师通常通过阅读被称为魔法书的古代书籍来学习咒语，这些咒语可能具有自身的魔法特性。  《野蛮人柯南》中的巫师经常从这类以奇怪的装订为特征的书中获取力量。在魔法不是天生特质的世界里，这些奇怪书籍的稀缺可能是故事的一个方面；在波尔·安德森的《仲夏暴风雨》中，鲁珀特王子寻找魔法师普洛斯彼罗的书籍来学习魔法。同样的事情也发生在基于龙与地下城的小说系列《龙枪编年史》中，其中雷斯林·马哲尔寻找巫师菲斯坦坦蒂勒斯的书籍。在JK罗琳的哈利波特系列中，巫师已经拥有魔法技能，但他们仍然需要在魔法学校练习魔法才能正确地使用它。
一些魔术师即使经过训练，仍然会继续他们的教育，学习更多的咒语，发明新的咒语（和新的魔法物品），或者重新发现古老的咒语、生物或物品。例如，漫威宇宙中的奇异博士在被任命为至尊魔法师后仍继续学习魔法。他经常会遇到几个世纪甚至更久都没有见过的生物。同一个宇宙中，毁灭博士将魔法与科学相结合，掌握了魔法知识后，继续追求魔法知识。哈利·波特中的弗雷德和乔治·韦斯莱发明了新的魔法物品，并将其作为合法的防御物品出售，在哈利·波特宇宙中可以制作新的咒语和魔药；西弗勒斯·斯内普发明了各种各样的恶咒和魔法，并在制作魔药的过程中做出了实质性的改进；阿不思·邓布利多与尼古拉斯·勒梅一起发现了龙血的十二种用途。

## 魔法的限制
为了引入冲突，奇幻小说的作家经常会对魔法师的魔法能力进行限制，以防止他们太轻易地解决问题。 
小说中的一个常见主题是，使用魔法的能力是天生的，而且往往很罕见，或者需要通过大量的学习和练习才能获得。  在JRR 托尔金的中土世界里，魔法大多限于非人类，比如伊斯塔尔人（通常被称为巫师）或制作魔法物品的精灵。在许多作家的作品中，它只为特定的一群人保留，例如凯瑟琳·库尔茨的德里尼小说、 JK·罗琳的哈利·波特小说或兰德尔·加勒特的达西勋爵世界。
杰克·万斯（Jack Vance）在其《垂死的地球》系列中发明了一个常见的限制，该限制后来在角色扮演游戏中流行起来，即巫师一天只能施展特定数量的法术。  在拉里·尼文的《魔法消失》中，一旦某个区域的法力耗尽，就没有人可以使用魔法。 
魔法师的知识范围仅限于巫师所知道并能施展的咒语。 魔法也可能因其危险性而受到限制；如果一个强大的咒语在施放不当会造成严重伤害，魔法师可能会谨慎得使用它。  其他形式的魔法受到一些后果的限制，尽管这些后果本身并不危险，但至少是不可取的。在《地海巫师》中，每一个魔法行为都会扭曲世界的平衡，进而产生深远的影响，影响整个世界及其中的一切。因此，有能力的巫师不会轻易使用魔法。 
在特里普拉切特的《碟形世界》系列中，现实守恒定律是希望巫师不要毁灭世界的力量所强加的一项原则，旨在限制人类可能行使的力量。无论你采用什么手段，为达到目的所付出的努力是一样的。例如，当 Unseen University 的巫师们在 Skund 森林中追逐倒霉的巫师 Rincewind 时，巫师们派出搜索队徒步前去寻找他。大法官利用自己办公室里的一道强大咒语抢先了一步，虽然他通过巧妙使用咒语率先到达那里，但他付出的努力并不比其他人少。
魔法可能需要稀有而珍贵的材料，例如稀有的药草或花卉（通常通过规定的仪式选出）、矿物或金属（例如汞） 、生物的部分（例如蝾螈的眼睛），甚至是奇妙的成分，例如夏日微风的凉爽。即使魔法师毫无顾忌，获取这些材料也可能很困难。 这可能因幻想作品而异。许多魔术师根本不需要任何材料；  :617或者那些确实需要的可能只需要简单且容易获得的材料。出于游戏平衡的原因，角色扮演游戏更有可能至少在某些咒语中需要此类材料。 

## 魔法在社会中的运用
然而，许多魔法师生活在伪中世纪的环境中，他们的魔法并没有在社会上得到实际应用；他们可能担任导师，充当探险同伴，甚至自己去探险， 但他们的魔法并不能修建道路或建筑物，不能提供免疫，不能建造室内管道，也不能发挥机械的其他功能；他们的世界仍然停留在中世纪的技术水平。
有时这是合理的，因为魔法的负面影响大于积极的可能性。 在芭芭拉·汉布利（Barbara Hambley）的芭芭拉·汉布利 风玫瑰编年史中，巫师们明确承诺不会干涉，因为他们可能造成可怕的破坏。在碟形世界中，巫师的重要性在于他们不会主动施展魔法，因为当巫师拥有足够的“神奇能量”时，他们会发展出许多精神病属性，并可能最终毁灭世界。这可能是直接影响，也可能是错误施法造成的严重破坏的结果。
在其他作品中，展现魔法是困难的。在里克·库克 (Rick Cook ) 的巫术系列中，魔法所带来的极端危险以及分析魔法的困难阻碍了魔法的发展，并使人类处于危险精灵的摆布之下，直到一位巫师从平行世界（我们的世界）召唤了一位计算机程序员，将他在我们的世界学到的技能应用于魔法。
在其他时候，魔法和技术确实会同步发展；这在另类历史类型中最为常见。帕特里夏·瑞德的摄政时期幻想小说中有一个皇家魔法师协会，其技术水平与真正的摄政时期相当；兰德尔·加勒特的《达西勋爵》系列、罗伯特·A·海因莱因的《魔法股份有限公司》以及波尔·安德森的《混沌行动》都描绘了拥有与二十世纪技术相当的魔法的现代社会。在《哈利·波特》中，巫师们拥有与非魔法发明相对应的魔法发明；有时他们会复制这些发明，例如霍格沃茨特快列车。
魔术师所拥有的力量通常会影响他们在社会中的角色。从实际角度来看，他们的力量可能赋予他们权威；魔术师可以为国王提供建议，例如《指环王》中的甘道夫和大卫·艾丁斯的《贝尔加拉德》中的贝尔加拉斯和女巫波尔加拉。他们自己也可能是统治者，就像在E.R. 埃迪森的《衔尾蛇》中，英雄和恶棍虽然都是国王和领主，但他们都用魔法知识补充自己的体力；或者像在乔纳森·斯特劳德的《巴底买三部曲》中，魔法师是统治阶级。另一方面，魔法师通常过着隐士般的生活，孤立地住在他们的塔中，经常在荒野中，不会给社会带来任何改变。在某些作品中，比如芭芭拉·汉布利的许多作品中，他们由于他们的知识和力量而被鄙视和排斥。
在《德雷斯顿档案》的魔法黑色世界中，巫师通常保持低调，尽管没有明确禁止与非魔法人类公开互动。该系列的主角哈利·德雷斯顿在黄页上公开以“巫师”的名义做广告，并拥有一个营业所，但其他巫师往往对他公开行医的行为感到不满。德雷斯顿主要用魔法为生，寻找丢失的物品和人员，进行驱魔，并提供保护以防止超自然现象。
在《魔刺客欧芬》系列中，人类生命形式应该只有通过个人的精神发展才能获得神圣的魔力，而具有天生魔法能力的人类魔术师种族最终与纯血统的人类社会发生冲突，因为这个种族是将人类与非人类有意识的天神混合的实验的结果，这些天神不是通过精神发展获得魔力，而是通过深入研究自然法则并错误地使世界法则对天神的行为做出反应而获得魔力。在《哈利·波特》系列中，魔法世界将自己与非魔法世界隔离开来，因为正如海格简单地描述的那样，“为什么？天哪，哈利，每个人都想用魔法解决他们的问题。不，我们最好别管。 ”